# ピアノソナタ第17番 (ベートーヴェン)
ピアノソナタ第17番（ピアノソナタだいじゅうななばん）ニ短調 作品31-2は、ルートヴィヒ・ヴァン・ベートーヴェンが作曲したピアノソナタ。『テンペスト』の通称で知られる。

## 概要
作品31としてまとめられている3曲のピアノソナタ（第16番、第17番、第18番）は1801年から1802年の初頭にかけて、ほぼ同時期に作曲が進められた。初版譜はハンス・ゲオルク・ネーゲリが企画した『クラヴサン奏者演奏曲集』に収録される形で、第16番と組になって1803年4月に世に出された。同年秋にジムロック社より「厳密な改訂版」が出されたのも第16番と第17番であったが、その後1805年にカッピが作品29として出版した版から現在の作品31がひとまとめとなった。曲は誰にも献呈されていない。
カール・チェルニーによると、ベートーヴェンは作品31を作曲している頃にヴァイオリニストで友人のヴェンゼル・クルンプホルツに対し「私は今までの作品に満足していない。今後は新しい道を進むつもりだ。」と述べたという。作曲時期は難聴への苦悶からハイリゲンシュタットの遺書がしたためられた時期にも一致しており、作品31の中でも特に革新的で劇的な本作にはそうしたベートーヴェンの決意を感じることができる。また、3つの楽章の全てがソナタ形式で作曲されている点もこの作品のユニークな点のひとつである。
『テンペスト』という通称は、弟子のアントン・シンドラーがこの楽曲の解釈について尋ねたとき、ベートーヴェンが「シェイクスピアの『テンペスト』を読め。」と言った逸話に由来している。もっとも、シントラーがベートーヴェンの秘書的立場になるのは1822年頃であり、ベートーヴェン没後にシントラーが記した『ベートーヴェン伝』に多数の捏造があったことが近年の研究から判明していることから、この逸話の信憑性を疑問視する見解も多い。なお、ドナルド・フランシス・トーヴィーはこの曲の中に戯曲の登場人物を見出そうとする試みは「英雄やハ短調交響曲（運命）が演奏されているときに、『紅はこべ』の功績のみに目を向けているようなものだ」と記している。

## 演奏時間
約21分-23分。

## 楽曲構成

### 第1楽章
Largo - Allegro 4/4拍子 ニ短調
ソナタ形式。幻想的に始まる冒頭主題からめまぐるしくテンポが変わっていく（譜例1）。
譜例1
譜例1を繰り返して緊張感が高まると、弦楽器のような3連符のトレモロを伴って譜例2が出される。譜例2は譜例1の冒頭部から導かれているが、この主題は推敲を経て再現部で扱われない形に落ち着いたとみられており、この譜例2もしくは後ほど再現される譜例1のいずれを第1主題ととらえるかには議論の余地がある。
譜例2
続いてイ短調で提示される第2主題は譜例1のアレグロ部から派生している（譜例3）。
譜例3
第2主題が切迫した様子でクライマックスを形成し、新しい素材が挿入される（譜例4）。これは譜例2の3小節目の逆行から生成されている。
譜例4
譜例4の後から8分音符の流れが生まれ、そのまま静まって提示部の反復となる。展開部は幻想的なラルゴで始まるが、アレグロとなって譜例2の活発な展開が行われる。頂点を築くと急激に静まり返り、再びラルゴとなると再現部である。再現部では譜例1のラルゴ部にレチタティーヴォが挿入され、幻想的な雰囲気を一層高める。譜例2が再現される代わりに不気味なエピソードが挿入され、ニ短調の第2主題の再現へと接続される。その後は提示部同様に推移していき、最後は弱音で楽章を閉じる。

### 第2楽章
Adagio  3/4拍子 変ロ長調
展開部を欠くソナタ形式。第1楽章と同じくアルペッジョで幕を開け、遠く離れた2つの声部が対話風に応答し合う第1主題が現れる（譜例5）。
譜例5
ティンパニのように響く低音の音型が高音部にも明滅し、その間でコラールが響く経過楽節がくる。第2主題はドルチェで歌われるヘ長調の美しい歌である（譜例6）。
譜例6
展開部は置かれず、しばしティンパニ風の音型を聴くとただちに再現部が始まる。再現された第1主題は形を変えており、音域の広いアルペッジョの伴奏に彩られる。経過部、変ロ長調の第2主題と続き、第1主題によるコーダの後にしめやかに終わりを迎える。

### 第3楽章
Allegretto 3/8拍子 ニ短調
ソナタ形式。熱気を持ってほとんど休むことなく動き回る無窮動風の音楽。譜例7の第1主題に始まる。作曲者が馬車の走行から譜例7の着想を得たという逸話がツェルニーによって伝えられている。
譜例7
第1主題を用いた経過句を経て第二主題がイ短調で出される（譜例8）。
譜例8
譜例7が形を変えて繰り返され、コデッタでも大きな盛り上がりを見せつつ提示部の反復となる。展開部では他の材料を排して、声部の入れ替えや主題の反行などを織り交ぜつつ徹底的に第1主題を展開する。第1主題が再び現れて再現部となり、第2主題もニ短調で続く。展開部と同じ音型で始まるコーダは第1主題が高らかに歌われて最後に熱を帯びた後、そのまま彼方へ遠ざかっていくかのように終わりを迎える。